# Пам'ятник Югану-Вільгельму Снелльману

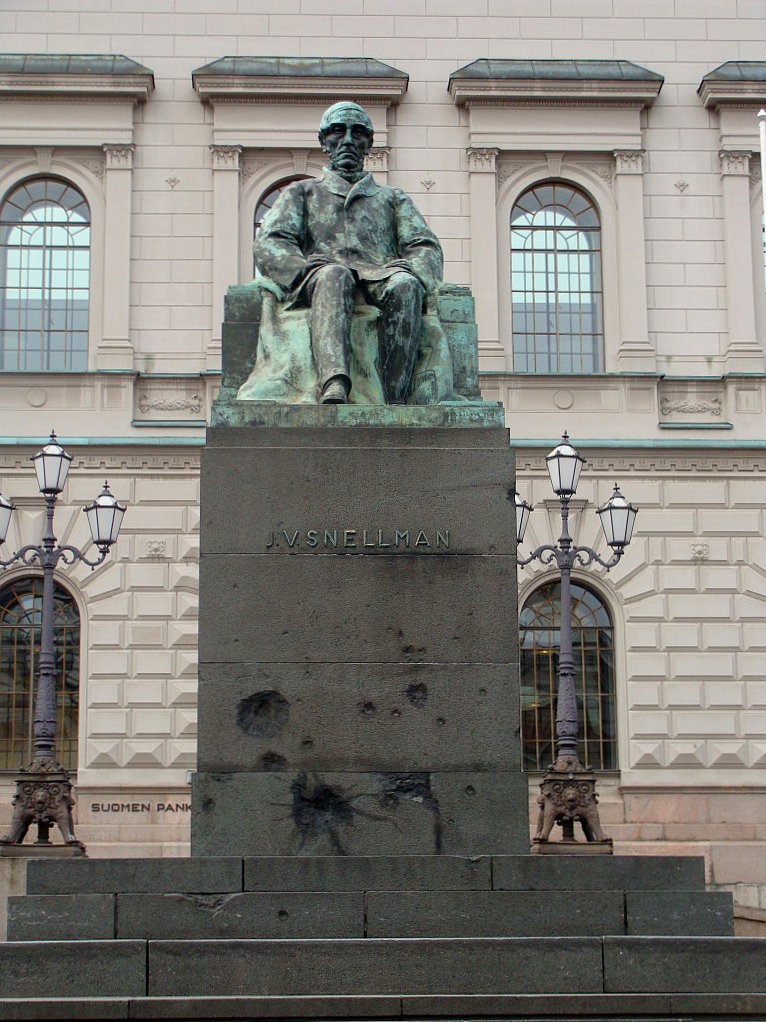
Пам'ятник Югану-Вільгельму Снелльману перед будівлею Банку Фінляндії. На постаменті видно пошкодження від бомбардувань часів війни.

Пам'ятник Югану-Вільгельму Снелльману розташований перед будівлею Банку Фінляндії в районі Круунунхака міста Гельсінкі. Пам'ятник було відкрито в День Снелльмана 12 травня 1923 року. У 1913 році був проведений конкурс на створення пам'ятника, а в 1916 році він був завершений, але Перша світова війна і Громадянська війна у Фінляндії відклали його відкриття. Пам'ятник був відлитий у Копенгагені, скульптор — Еміль Вікстрьом. П'єдестал та оточення пам'ятника спроєктував архітектор Елієль Саарінен. Пам'ятник було пошкоджено під час бомбардування Гельсінкі в часи війни-продовження в 1944-му році. Пошкодження, залишені осколками в постаменті, нагадують про ці події.

## Галерея

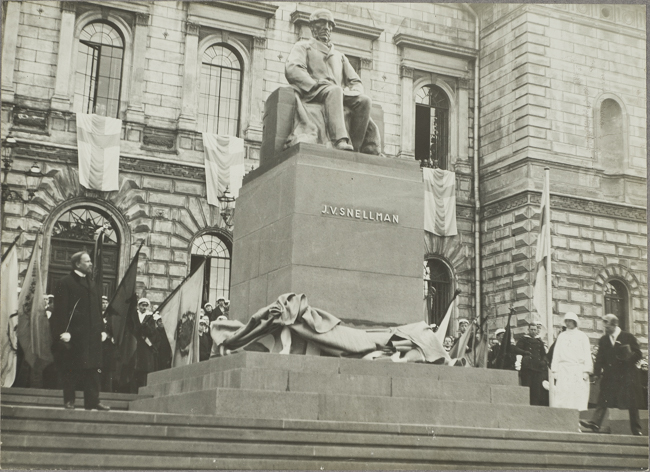
Світлина 12.5.1923
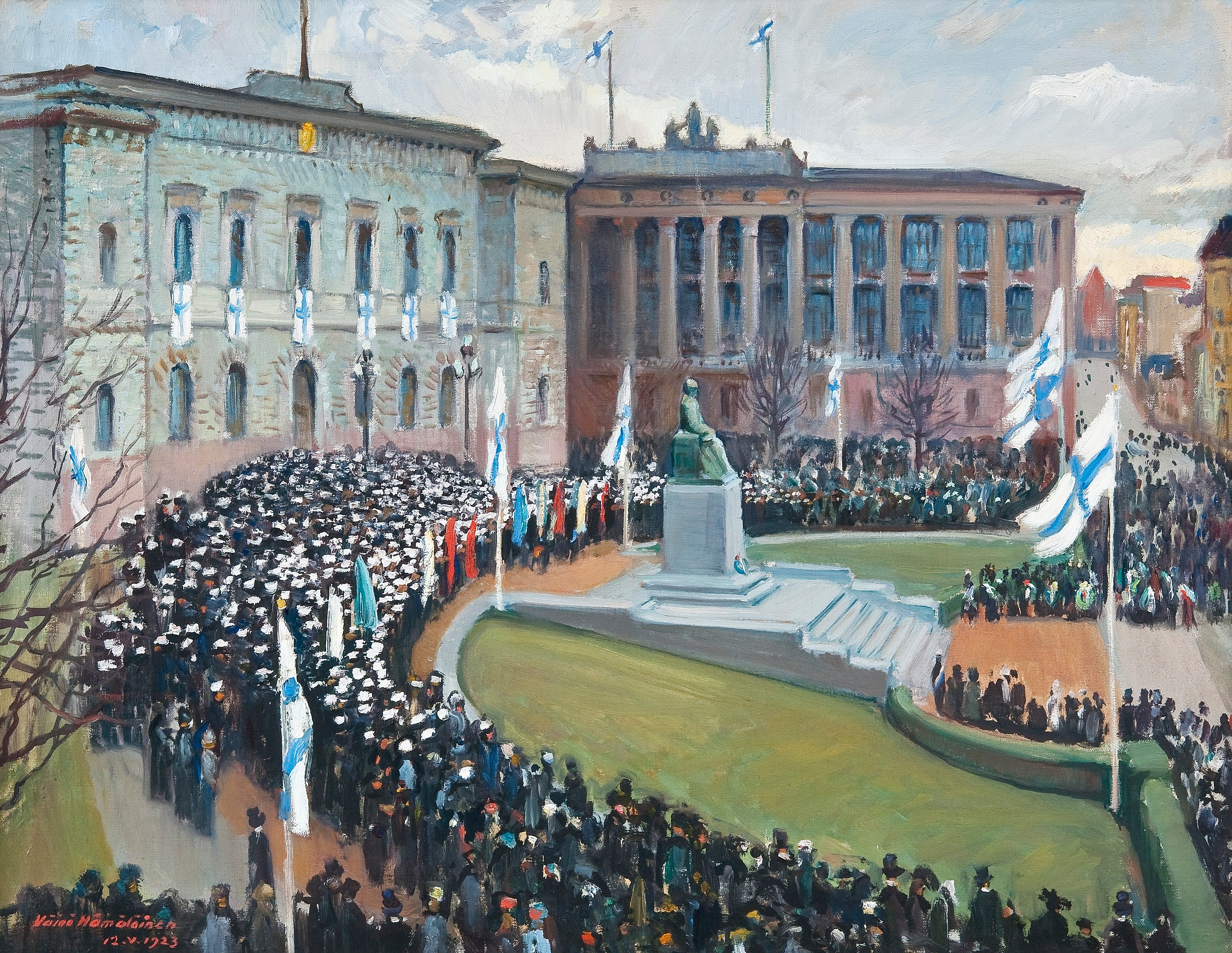
Картина Вяйньо Хямяляйнена[fi] з церемонії відкриття пам'ятника